# Langah
Els Langah foren una nissaga que va governar Multan del 1438 al 1527 quan els seus dominis foren conquerits per Husayn Xah Arghun del Sind (Bhakkar); el 1528 els Langah van retornar efímerament però el poder va passar al príncep mogol Kamran que va rebre el Panjab; el 1540 va quedar en poder de Sher Xah Suri, la dinastia del qual hi va dominar fins al 1555 quan Multan fou recuperada per Humayun i integrada a l'Imperi Mogol.

## Llista de sultans
- Xaykh Yusuf al-Kurayshi 1438-1440
- Kutb ud-Din Xah Sahra Langah 1440-1469
- Husayn Xah Langah I 1469-1501
- Firuz Xah Langa 1501
- Husayn Xah Langah I 1501-1502
- Mahmud Xah Langah 1502-1524
- Husayn Xah Langah II 1524-1526
- Conquesta per Husayn Xah Arghun de Sind (Bhakkar) 1526
- Khwadja Shans al-Din Mahuni 1526-1528 (governador)
- Langar Khan Langah 1528-1530
- Mirza Kamran (fill de Baber), sobirà de Panjab, Kabul i Kanbdahar, 1530-1540
- Suris 1540-1555
- A l'Imperi Mogol 1555